# Суад Дервіш
Суад Дервіш (1903 або 1905–1972) — турецька журналістка, письменниця та феміністка, співзасновниця Асоціації жінок-соціалісток.

## Життєпис
Народилася, за різними даними, 1903 чи 1905 року в Стамбулі в сім'ї аристократів. Батько Ісмаїл Дервіш працював гінекологом, а також викладав на медичному факультеті Стамбульського університету. Мати, Хесна-ханим, була дочкою рабині при свиті османського султана Абдул-Азіза. Суад мала сестру  Хамієт, яка здобула музичну освіту в кількох консерваторіях Німеччини. У дитинстві Суад носила паранджу.
Суад Дервіш здобула приватну освіту в галузі музики та літератури, їй також викладали німецьку і французьку мови. У 1919—1920 роках вона жила з сестрою в Німеччині, де навчалася в Берлінському університеті. 
Під час перебування в Німеччині Дервіш писала статті про Туреччину для німецьких журналів, зокрема Berliner Zeitung, 1920 року опублікувала свою першу книгу «Чорна книга» (Kara Kitap). Між 1920 і 1933 роками видала ще десять книг. Великий вплив на Дервіш мала спільна з Назимом Хікметом робота в журналі «Resimli Ay». У ранніх творах Суад Дервіш порушувалися такі теми жіночої психології, гендерні та класові проблеми. Також дія значної кількості її творів відбувалася в місті, що було нетипово для творів того часу. На думку одного з критиків: «[Суад Дервіш] більш об'єктивна і сучасна, ніж Халіде Едіб, але не менш прониклива». 
Крім літератури, Дервіш підробляла журналісткою. Серед подій, матеріали про які вона написала, була Лозаннська конференція, на якій визначалася доля Туреччини. 
Її ранні романи вважаються першими готичними романами, написаними турецькою мовою.

## Повернення в Туреччину
Після смерті батька 1932 року Суад Дервіш повернулася до Туреччини і увійшла в інтелектуальні кола. 1930 року вона стала членкинею ліберальної республіканської партії, яка крім іншого, виступала за надання жінкам виборчих прав. У 1930-х роках Суад Дервіш безуспішно балотувалася від партії на місцевих виборах. Після ліберальної республіканської партії потрапила під вплив марксизму. У 1940-41 роках видавала газету «Yeni Edebiyat» (Нова література).
Продовжувала журналістську діяльність. 1936 року написала матеріал про конференцію, на якій обговорювався режим Чорноморських проток. Під час роботи в газеті «Джумхурієт» взяла інтерв'ю у 12 феміністок з різних країн світу, серед яких Роза Манус. Двічі відвідувала СРСР, 1944 року написала книгу «Чому я друг Радянського Союзу?» (тур. Niçin Sovyetler Birliği’nin Dostuyum?), яка викликала в Туреччині гарячу полеміку.

## Політична діяльність
Тричі була одружена: її чоловіками були Селамі Іззет Седес, Нізаметтін Назіф Тепеделенліоглу і Решад Фуад Баранер. Баранер був членом забороненої на той момент комуністичної партії. 10 березня 1944 року Дервіш та її чоловіка заарештовано за звинуваченням у «незаконній комуністичній діяльності», крім них, заарештовано інших членів партії. Дервіш засудили до 8 місяців ув'язнення, на момент арешту вона була вагітною і пережила викидень. Її чоловік перебував у в'язниці до 1950 року, 1951 року його знову заарештовано. Внаслідок політичних поглядів і арешту Дервіш було складно знайти роботу і вона публікувався під псевдонімом. 1953 року мусила покинути Туреччину.
У 1953-63 роках жила в низці країн, але більшість часу провела у Франції. Її роботи, в яких Дервіш підтримувала феміністичну боротьбу, видані в цей період, тепло зустріли у Франції, але в Туреччині відгуки не були однозначними, оскільки навіть серед турецьких лівих на той момент не існувало єдиної думки з питання. 1963 року Дервіш знову повернулася до Туреччини і жила з Баранером до його смерті 1968 року. Того ж року вона опублікувала роман «Фосфорична Джевріє» (тур. Fosforlu Cevriye), в якому описувалося життя маргіналізованих жінок Стамбулу. «Фосфорична Джевріє» вважається найвідомішим твором Суад Дервіш, 1969 року на основі цього роману знято фільм, а 2016 року його поставлено на театральній сцені. 1970 року Дервіш взяла участь у створенні Асоціації жінок-соціалісток (тур. Devrimci Kadınlar Birliği), заявленими цілями якої були створення революційного руху серед жінок і підвищення їхньої самосвідомості.

## Смерть
Суад Дервіш померла 23 липня 1972 року. У 1990-2000-х роках її біографія привернула увагу багатьох дослідників. Видано її біографію під заголовком «Bir Kadın Bir Dönem: Suat Derviş».